# Premi PEN Pinter
El PEN Pinter Prize i el Pinter International Writer of Courage Award inclouen un premi literari anual llançat el 2009 pel PEN anglès en honor al desaparegut dramaturg guanyador del Premi Nobel de Literatura Harold Pinter, que n'havia estat vicepresident i un membre actiu de l'International PEN Writers in Prison Committee (WiPC). El premi s'atorga a "un/a escriptor/a britànic/a o un/a escriptor/a resident a Gran Bretanya d'un mèrit literari excepcional que, en paraules del discurs de Pinter en l'acceptació del Nobel ['Art, veritat i política'], llança una mirada 'indubtable i decidida' sobre el món i mostra "una ferma determinació intel·lectual... per definir la veritat real de les nostres vides i de les nostres societats". El Premi es comparteix amb un "International Writer of Courage", escriptor/a de coratge, definit com "algú que ha estat perseguit per parlar sobre [les seves] creences", seleccionat pel Comitè d'Escriptors en Risc, del PEN anglès, en consulta amb el guanyador o la guanyadora anual del premi, i s'anuncia durant una cerimònia de lliurament de premis celebrada a la Biblioteca Britànica, el 10 d'octubre o al voltant del 10 d'octubre, aniversari del naixement de Pinter.
El Premi PEN Pinter és un dels molts premis literaris PEN patrocinats per les filials de PEN International en "més de 100" centres PEN International situats arreu del món.

## Destinataris

### 2009
- Premi PEN Pinter: Tony Harrison, poeta i dramaturg[5]
- Premi Internacional Escriptor de Coratge: Zarganar (Maung Thura), artista birmà[6][7]

### 2010
- Premi PEN Pinter: Hanif Kureishi[8]
- Premi Internacional Escriptora de Coratge: Lydia Cacho, periodista mexicana i activista dels drets humans[8]

### 2011
- Premi PEN Pinter: David Hare, dramaturg[9]
- Premi Internacional Escriptor de Coratge: Roberto Saviano, escriptor i periodista italià[10][11]

### 2012
- Premi PEN Pinter: Carol Ann Duffy, poeta[12]
- Premi Internacional Escriptora de Coratge: Samar Yazbek, escriptora siriana[13][14]

### 2013
- Premi PEN Pinter: Tom Stoppard, dramaturg[15]
- Premi Internacional Escriptora de Coratge: Iryna Khalip, periodista bielorussa[16]

### 2014
- Premi PEN Pinter: Salman Rushdie, novel·lista[17][18]
- Premi Internacional Escriptor de Coratge: Mazen Darwish, advocat i periodista sirià[19]

### 2015
- Premi PEN Pinter: James Fenton[20]
- Premi Internacional Escriptor de Coratge: Raif Badawi, activista saudita

### 2016
- Premi PEN Pinter: Margaret Atwood, poeta, novel·lista i activista política canadenca[21]
- Premi internacional Escriptor de coratge: Ahmedur Rashid Chowdhury, editor de Bangladesh[22]

### 2017
- Premi PEN Pinter: Michael Longley[23]
- Premi Internacional Escriptor de Coratge: Mahvash Sabet, poeta i professora iraniana[24]

### 2018
- Premi PEN Pinter: Chimamanda Ngozi Adichie, novel·lista nigeriana[25]
- Escriptor internacional Escriptor de coratge: Waleed Abulkhair, advocat saudita i activista dels drets humans[26]

### 2019
- Premi PEN Pinter: Lemn Sissay, autor i locutor britànic[27]
- Premi Internacional Escriptor de Coratge: Befeqadu Hailu, escriptor i blogger etíop[28]

### 2020
- Premi PEN Pinter: Linton Kwesi Johnson, poeta i músic jamaicà[29]
- Premi Internacional Escriptor de Coratge: Amanuel Asrat, poeta eritreu[30]

### 2021
- Premi PEN Pinter: Tsitsi Dangarembga, escriptora i cineasta zimbabuesa[31]
- Premi Internacional Escriptora de Coratge: Kakwenza Rukirabashaija, novel·lista ugandesa[32][33]

### 2022
- Premi PEN Pinter: Malorie Blackman, escriptora britànica[34]
- Premi Internacional Escriptor de Coratge: Abduljalil al-Singace, blogger i activista dels drets humans de Bahrain[35]

### 2023
- Premi PEN Pinter: Michael Rosen, autor i activista infantil britànic[36]
- Premi Internacional Escriptor de Coratge: Rahile Dawut, etnògrafa i acadèmica uigur empresonada[37]